# دسوتو (میزوری)
دسوتو (به انگلیسی: De Soto) یک شهر در ایالات متحده آمریکا است که در شهرستان جفرسون، میزوری واقع شده‌است. دسوتو ۱۱٫۱۴ کیلومتر مربع مساحت و ۶٬۴۰۰ نفر جمعیت دارد و ۱۵۳ متر بالاتر از سطح دریا قرار دارد.